# Piñera y Vallín
Piñera y Vallín  (en asturiano y oficialmente: La Piñera y El Vallín) es una casería que pertenece a la parroquia de Serín en el concejo de Gijón (Principado de Asturias). Se encuentra a 78 m s. n. m. y está situada a 11,80 km de la capital del concejo, Gijón. 

## Población
En 2020 contaba con una población de 34 habitantes (INE 2020) repartidos en 14 viviendas.